# Росільнянське нафтогазоконденсатне родовище
Росільнянське нафтогазоконденсатне родовище — належить до Бориславсько-Покутського нафтогазоносного району Передкарпатської нафтогазоносної області Західного нафтогазоносного регіону України.

## Опис
Розташоване у Івано-Франківському районі Івано-Франківської області на відстані 20 км від м. Богородчани.
Знаходиться у третьому ярусі складок центр. частини Бориславсько-Покутської зони.
Виявлене в 1957-58 рр. Росільнянська складка є асиметричною антикліналлю північно-західного простягання. Розміри її по покрівлі еоцену — 14х4 м, висота — 1100 м. Поперечними скидозсувами вона розбита на 4 блоки. У 1965 р. з вигодської світи еоцену виник аварійний фонтан, дебіт газу становив 100—110 тис. м³, конденсату — 6 т на добу.
Поклади пластові, склепінчасті, тектонічно екрановані. Режим газоконденсатних скупчень — газовий, нафтового покладу — пружний та розчиненого газу.
Експлуатується з 1969 р. Запаси початкові видобувні категорій А+В+С1: нафти — 141 тис. т; розчиненого газу — 114 млн. м³; газу — 6314 млн. м³; конденсату — 339 тис. т. Густина дегазованої нафти 821 кг/м³. Вміст сірки у нафті 0,14 мас.%.